# Anton Heidenschreider
Anton Heidenschreider (* 14. Januar 1826 in Herrieden, Bayern; † 6. Januar 1870 ebenda) war ein deutscher Arzt und Meteorologe.

## Kindheit und Ausbildung
Anton Heidenschreider wurde als Sohn von Alois (auch Aloys) Heidenschreider und dessen Frau Walburga am 14. Januar 1826 in Herrieden (damaliger Rezatkreis, heute Bezirk Mittelfranken) als zweitgeborener Zwilling zusammen mit seinem als Säugling verstorbenen Bruder Felix (14. Januar bis 22. März 1826) geboren. Sein Vater war in Nachfolge von Anton Maier, einem entfernten Verwandten („Stief-Großonkel“, genannt „Oheim“), seit 1822 Landgerichtsarzt im Bezirk und arbeitete daneben in seiner eigenen Praxis am Ort.
Anton Heidenschreider besuchte die örtliche Grundschule und erhielt anschließend Privatunterricht bis zum Übertritt in die Oberklasse der Lateinschule in Ansbach im Jahr 1844. Nach Abschluss der Lateinschule studierte er 1845–1850 zunächst in Würzburg und, nach Ableistung des vorgeschriebenen biennium practicum in der väterlichen Praxis, in Erlangen Medizin.
Schon als Kind und Jugendlicher war er naturwissenschaftlich sehr interessiert und streifte mit seinen Lehrern, insbesondere auch mit seinem „Oheim“ Anton Maier und seinem Vater durch die Umgebung seines Geburtsortes und sammelte Steine, Pflanzen und Tiere. Mit 13 Jahren übernahm er von seinem Vater die amtliche Pflicht zu täglich mehrfachen Wetterbeobachtungen und deren systematischer Aufzeichnung. Er erweiterte in den folgenden Jahren den Umfang der vorgeschriebenen Wetterbeobachtungen (u. a. Temperatur, Luftdruck, Feuchtigkeit), angeregt von der aktuellen wissenschaftlichen Literatur, um eine Vielzahl weiterer Phänomene (Wolkenzug, Grundwasserspiegel etc.)

## Promotionsschrift
Heidenschreiber wurde 1854 mit der Arbeit Versuch einer medicinischen Topographie des Landgerichtsbezirkes Herrieden promoviert. Die Arbeit beruht auf der Darstellung Versuch einer Topographie der Stadt Würzburg des zu Studienzeiten seines Vaters Alois Heidenschreider in Würzburg maßgeblich am Juliusspital tätigen Universitätsdozenten Philipp Joseph Horsch (1772–1820, ein Schüler von Franz Heinrich Meinolph Wilhelm), Stadtphysikus und Leiter der von ihm begründeten Würzburger Poliklinik, Arzt des Bürgerspitals und der Gefängnisse in Würzburg.
Heidenschreiders Doktorarbeit gliedert sich in vier Abschnitte. Nach der Beschreibung der Lage der Stadt und ihrer Umgebung im Altmühltal, deren Böden und vor allem des örtlichen Klimas, folgt auf 50 Seiten eine Aufstellung aller in der Gegend zu findenden Tiere, Pflanzen und Mineralien. Bei der Abfassung kamen ihm seine Beobachtungen, die er über viele Jahre als naturwissenschaftlich angeleiteter Junge in seiner Heimat gemacht hatte, zugute. Im dritten Teil werden die örtlichen geographischen Verhältnisse, die Bodenbeschaffenheit und die ökonomische Struktur des Landgerichtsbezirks dargestellt. Von besonderer medizingeschichtlicher Bedeutung ist der vierte Teil der Dissertation über das „Medizinalwesen“ mit einer Auswertung der Bevölkerungsstatistik, einer „medizinischen Charakteristik der Einwohner“ sowie den in den vorangegangenen 30 Jahren erfassten Epidemien.

## Tätigkeit als Arzt
Nach mehrjähriger Mitarbeit in der väterlichen Praxis (der Vater war schwer an Gicht erkrankt und der Doppel-Belastung als Landgerichts- und frei praktizierendem Arzt kaum mehr gewachsen), erhielt er 1859 seine Zulassung zur selbständigen Arbeit als praktischer Arzt. Er war in seiner Heimat sehr beliebt, war er doch allen Kranken stets freundlich zugewandt und um deren Genesung bemüht. In Abgrenzung zu seinem Vater, dem würdigen Herrn Landgerichtsarzt, war er allen von Kindheit an bekannt und wurde vertraulich als Dr. Anton angesprochen. Als der Vater am 9. November 1862 starb, übernahm Anton H. die Praxis im Elternhaus, wo er weiter bei der Mutter wohnen blieb. Die Stelle des Landgerichtsarztes blieb ihm nach einer Verwaltungsreform verwehrt. Die Medizinalverwaltung wurde beim Bezirksamt in Feuchtwangen mit einem Bezirksarzt I. Klasse zentralisiert. Mit der Begründung bürokratischer Vorgaben (keine Nachfolge innerhalb der Familie in öffentlichen Ämtern) wurde ihm auch das für Herrieden vorgesehene Amt eines Bezirksarztes II. Klasse verweigert und mit einem auswärtigen Bewerber (Dr. Max Mühlbauer aus Lechhausen) besetzt.
Mit großer Wahrscheinlichkeit übernahm aber Anton H. in seiner Rolle als Mitarbeiter seines Vaters, offiziell nur in der Privatpraxis, nicht im Amt, 1858/59 die behördliche Aufgabe bis zum 1. Januar 1860 einen sog. Physikatsbericht für den hiesigen Landgerichtsbezirk zu erstellen. Nach genauen Vorgaben des Ministeriums in München mussten für die Jahre 1859/1860 in allen Physikatsbezirken Bayerns insbesondere medizinisch relevante statistische Daten erhoben werden. Die Aufgabe entsprach sicher Anton H.s akribischen Arbeitsweise. Auch die Gelegenheit seine meteorologischen Kenntnisse zu formulieren, bot für ihm die Gelegenheit sich den Vorgesetzten in Ansbach als kompetent zu präsentieren, wollte er doch Nachfolger seines Vaters nicht nur in der Privatpraxis werden, sondern auch in der angesehenen und sicheren Amtsfunktion.
Die Arbeit umfangreiche Wetterdaten und Beobachtungen aufzuzeichnen, erledigten die bayerischen Stadt- und Landgerichtsärzte mit unterschiedlichem Engagement. Seinem wissenschaftlichen Verständnis entsprechend und auf der Basis der jahrzehntelangen Aufschriebe von „Oheim“ und Vater, zusammen mit den Beschreibungen aus seiner „Doktorarbeit“, legte Anton H. besonderen Wert auf Aspekte, welche eine Verbindung zwischen den meteorologischen Bedingungen und den dabei auftretenden Erkrankungen dokumentieren sollten.

## Tätigkeit als Meteorologe
Als einzige akademisch gebildete Berufsgruppe mit flächendeckender Verbreitung im Herrschaftsgebiet führten Stadt- und Kreisärzte zu Heidenschreiders Zeit auf Anweisung ihrer Landesherren oftmals systematische meteorologische Beobachtungen durch. Sie nutzten die damals aufkommenden Instrumente zur Messung von Temperatur, Luftdruck, Luftfeuchte etc. und erstellten – vor allem für die Landwirtschaft – Kalender mit Wetterprognosen, teils in einer Mischung aus Astrologie, langjähriger Erfahrung und Angabe von alten Bauernregeln.
Schon Heidenschreiders Vor-Vorgänger, der „Oheim“ Meier, hatte seit 1811 entsprechend den behördlichen Vorgaben mit Wetterbeobachtungen in Herrieden begonnen und diese systematisch aufgezeichnet. Heidenschreiders Vater setzte dies nahtlos fort. Heidenschreider jun. übernahm diese Aufgabe als naturwissenschaftlich interessierter Dreizehnjähriger im Jahr 1839. Seine Beobachtungen wurden dann offiziell vom väterlichen Landgerichtsarzt vorschriftsgemäß an die Behörden in Ansbach bzw. München weitergegeben.
Als wissenschaftlich arbeitender Arzt meldete er insbesondere in den 1860er Jahren seine Ergebnisse dann regelmäßig an renommierte Wissenschaftler der Universitäten in München und Münster und wurde Mitglied der damals international führenden „Association scientifique de France“. Er wurde in ein „hochmodernes Netzwerk“ von 32 Meteorologen in ganz Europa aufgenommen und tauschte täglich z. B. mit Paris, Palermo, Rom und Wien die aktuellen Wetterdaten (wie Temperatur, Luftdruck, Windrichtung/-stärke, Luftfeuchtigkeit, Regenmenge etc.) über die „Telegraphenpost“ aus. Daneben registrierte er die Pegelstände der Altmühl und des Grundwassers. Er führte seine Untersuchungen allein auf der Grundlage der Erfahrungen seiner Vorgänger und seiner persönlichen Beobachtungen durch. Seine Arbeit bei der Sammlung meteorologischer Daten fand internationale Anerkennung.

## Medizinische Forschung
Heidenschreider war Anhänger einer sogenannten „Anthropo-meteorologischen“ Betrachtungsweise, bei der versucht wurde, das Auftreten von Erkrankungen mit dem jeweils herrschenden Wetter in Verbindung zu bringen. Er versuchte daher, Zusammenhänge zwischen dem aktuellen Wetter und den gleichzeitig auftretenden Krankheiten zu finden.
Heidenscheider beobachtete, dass sich bei niedrigem Grundwasserspiegel die Ruhr und andere Durchfallerkrankungen ausbreiteten („mehrere Typhuskranke, wahrscheinlich in Folge des sinkenden Grundwassers“, „bei tiefem Stand des Grundwassers viele Fälle von Cholera“) und umgekehrt eine Verringerung des Krankenstandes „als dem hohen Stande des unterirdischen Wassers zuzuschreiben [sei]“ („Typhusfälle im Abnehmen, wahrscheinlich wegen des steigenden Grundwassers“). Was ihm fehlte, war der Rückschluss, dass bei niedrigem Wasserstand in den Brunnen die Bevölkerung dazu überging, Wasser aus anderen, oberflächlichen und damit durch menschliche und tierische Fäkalien und die entsprechenden Krankheitserreger belasteten Quellen, z. B. aus der Altmühl, zu schöpfen und es hierdurch zur Ausbreitung der Erkrankungen kam.
Im Jahre 1866 veröffentlichte Anton H. seine selbstgefertigte „Tabelle über Morbilität, Mortalität & Meteorologie im Etatsjahre 1864/65“. Sie stellt den Zusammenhang zwischen dem Auftreten von Krankheiten, deren Sterbehäufigkeit und den jeweiligen Witterungsbedingungen dar. Sie wurde in der wissenschaftlichen Welt in Bayern und darüber hinaus sehr beachtet.
Ab 1867 erschienen monatlich „Herriedener Witterungsberichte“ in der Fränkischen Zeitung (Ansbacher Morgenblatt). Hier präsentierte er meteorologische Daten der jeweils letzten vier Wochen, verglich sie mit langjährigen Mittelwerten und ordnete diese den jeweils in seiner Praxis beobachteten Krankheiten zu.
Anton H. lieferte in seinen letzten fünf Lebensjahren lückenlos in der monatlich erscheinenden Rubrik „Correspondenzen“ des Ärztlichen Intelligenzblatts in München einen Bericht über seine Wetterbeobachtungen in Herrieden. Wichtig war ihm die Betrachtung eines Zusammenhangs von ansonsten vielerorts nicht regelmäßig erfassten Wetterdaten und den verschiedenen dort im Zeitraum aufgetretenen Erkrankungen. So stellte er z. B. Pegelstände der Altmühl und Grundwasserbewegungen etc. dem jeweils aktuellen Krankenstand gegenüber. Seine Beobachtungen wurden insbesondere in der von Eduard Heis, Münster herausgegebenen, im deutschen Raum maßgebenden „Wochenschrift für Astronomie, Meteorologie und Geographie“ abgedruckt und gewürdigt.

## Der Ächte Herrieder Kalender
Für das Jahr 1869 brachte die Stahel´sche Buchhandlung in Würzburg erstmals den Herriedener Laubfroschkalender heraus. Man stützte sich hierbei auf die regelmäßig in der Fränkischen Zeitung aus Ansbach erscheinenden Herriedener Witterungsberichte Anton H.s, ohne allerdings dessen Zustimmung dezidiert einzuholen. Daraufhin erstellte man in der ebenfalls in Würzburg ansässigen Ettlinger´schen Buchhandlung, unter intensiver Mitarbeit von Anton H., den Ächten Herrieder Kalender. Dessen Authentizität sollte sich schon im Namen ausdrücken, weil es sich nach deren (fränkischer) Lesart korrekterweise um einen Herrieder, nicht um einen Herriedener Kalender handeln müsse. Es gab eine von beiden Verlagen polemisch geführte Pressekampagne mit Vorwürfen wie Ideendiebstahl, Geldspekulation etc. Während der Ächte Herrieder Kalender durch den frühen Tod des Autors nur zweimal (1869 und 1870) erschien, wurde der Herriedener Laubfroschkalender noch jahrzehntelang weiter herausgegeben, ohne allerdings nähere Bezüge zur wissenschaftlichen Meteorologie oder zu Herrieden herzustellen.

## Veröffentlichungen
Heidenschreider lieferte fast fünf Jahre lang dem Ärztlichen Intelligenzblatt in München monatlich einen Bericht aus Herrieden über seine Wetterbeobachtungen in Verbindung mit der Entwicklung des aktuellen Krankenstandes. Diese Berichte erschienen lückenlos bis zu seinem Tode im Jahre 1870 in der Rubrik „Correspondenzen“.
Heidenscheider wandte sich in Vorträgen in Ansbach, Nürnberg und Würzburg mit leicht verständlichen Darstellungen seiner Forschungen auch an ein breites Publikum und erweckte allgemeines Interesse. So erschien z. B. 1868 in den „Abhandlungen der Naturhistorischen Gesellschaft zu Nürnberg“ ein Beitrag mit dem Titel: „Meteorologische Beobachtungen in Herrieden, in Verbindung mit den herrschenden Krankheiten“.

## Tod und Nachruf
Heidenschreider heiratete am 8. Oktober 1867 in München die 23 Jahre jüngere Josephine Sophie Maurer (* 22. April 1849, Regensburg; † 10. September 1824, Bamberg). Sie entstammte einer ursprünglich eichstättischen Familie und hatte zwei ältere Geschwister. Die Ehe blieb kinderlos.
Heidenschreider starb am 6. Januar 1870. Der Würzburger Kreismedizinalrat Ferdinand Escherich gibt an, dass die unmittelbare Todesursache ein „Herzschlag in Folge acuter Lebervereiterung und eines Fettherzens, zu welch letzterem er durch starke Fettbildung disponirt war“, gewesen sei.
In einem mehrseitigen Nachruf im Ärztlichen Intelligenzblatt berichtet Escherich zusammenfassend über die langjährige praktische und wissenschaftliche Arbeit Anton Heidenschreiders. Er hebt dabei besonders die umfassenden Wetterbeobachtungen hervor und stellt dabei fest: „Die Meteorologie gewinnt immer mehr an Bedeutung für die Wissenschaft, für die Landwirthschaft und die Gesundheitspflege. Sie steigt in ihrem Werthe durch die Dauer und Genauigkeit ihrer Beobachtungen.“
Die Stadt Herrieden ehrt ihn seit 2023 mit einer Stele und seiner wiederentdeckten Grabplatte, unmittelbar vor dem örtlichen Rathaus, genau an dem Platz, wo einst sein Geburts- und Sterbehaus gestanden hat.

## Schriften
- Versuch einer medicinischen Topographie des Landgerichtsbezirkes Herrieden. Inaugural-Abhandlung der medicinischen Facultät zu Erlangen, 1854. BSB:Bavar.4089,48
- Medizinische Topographie und Ethnographie des Physicatsbezirkes Herrieden. Medizinisch-topographische und ethnographische Beschreibung der Physikatsbezirke Bayerns aufgrund der Entschließung vom 21.4.1858, Bd. 66: Herrieden – BSB Cgm 6874(66)
- Tabelle über Morbilität, Mortalität und Meteorologie im Etatsjahre 1864/65 von Dr. Anton Heidenschreider, pract. Arzt in Herrieden. Germanisches Nationalmuseum Nürnberg, HB10112
- Meteorologische Beobachtungen in Herrieden, in Verbindung mit den herrschenden Krankheiten im Etatsjahre 1866–67, resp. Kalenderjahr 1867 von Heidenschreider, prakt. Arzt. In: Abhandlungen der Naturhistorischen Gesellschaft zu Nürnberg. IV. Band. Wilhelm Schmid Nürnberg 1868. Chronik der Stadt Herrieden M002.
- Der ächte Herrieder Kalender auf das Jahr 1869. Mit einem eigenen erklärenden Temperatur-Kalender für Mittel-Europa und einer allgemeinen populär-wissenschaftlichen Wetterprophezeihungskunst nebst Witerungs-Beobachtungen, landwirthschaftlichen Verrichtungen, probaten Hausmitteln und wissenschaftlich begründeten Bauernregeln, sowie einer Anzahl belehrender und unterhaltender Erzählungen mit vielen Illustrationen. Herausgegeben von Johann Anton Heidenschreider. Einzig rechtmäßige Original-Ausgabe. I. Jahrgang, Verlag der Ellinger’schen Buchhandlung Würzburg
- Der ächte Herrieder Kalender auf das Jahr 1870. Mit einem Temperaturkalender für Mittel-Europa und einer Wetterprophezeihungskunst, vielen belehrenden Aufsätzen über die Witterung und deren Einfluß auf den Menschen, über Hilfeleistung bei verschiedenen Unglücksfällen und Krankheiten, meteorologisch begründeten Bauernregeln sc. sc. von Dr. Johann Anton Heidenschreider, practischer Arzt und Gutsbesitzer, Meteorolog, Ethnolog und Botaniker, wirkliches Mitglied der Association scientifique von Frankreich, der meteorologischen Gesellschaft für die österreichischen Staaten in Wien, correspondirendes Mitglied der Sternwarten von München, Paris, Rom, Palermo sc. Nebst einem weiteren höchst interessanten Beitrag über die rechte Wetterkunde sowie einer Anzahl belehrender und unterhaltender Erzählungen mit vielen Illustrationen. Einzig rechtmäßige Original-Ausgabe. II. Jahrgang, Verlag der Ellinger’schen Buchhandlung WürzburgDer ächte Herrieder Kalender auf das Jahr 1870. Mit einem Temperaturkalender für Mittel-Europa und einer Wetterprophezeihungskunst. Einzig rechtmäßige Original-Ausgabe. II. Jahrgang, Verlag der Ellinger’schen Buchhandlung Würzburg